# Skalna zavetišča Bhimbetka
Skalna zavetišča Bhimbetka so arheološko najdišče v osrednji Indiji, ki zajema obdobje paleolitika in mezolitika ter zgodovinsko obdobje. Prikazuje najzgodnejše sledi človeškega življenja v Indiji in dokaze o kameni dobi, ki se je začela na tem mestu v času Acheulija. Ležijo v okrožju Raisen v indijski državi Madja Pradeš, približno 45 kilometrov jugovzhodno od Bhopala. So na Unescovem seznamu svetovne dediščine, ki ga sestavlja sedem hribov in več kot 750 skalnih zavetij, razporejenih na 10 km. Vsaj nekatera zavetišča so bila naseljena pred več kot 100.000 leti.
Skalna zavetišča in jame so dokaz o človeški poselitvi in kulturnem razvoju od lovcev-nabiralcev do poljedelstva ter izrazi prazgodovinske duhovnosti.
Nekatera skalna zavetišča Bhimbetka vsebujejo prazgodovinske jamske poslikave in najzgodnejše so datirane v 10.000 pr. n. št., kar ustreza indijskemu mezolitiku. Te jamske poslikave prikazujejo teme, kot so živali, zgodnji dokazi plesa in lova iz kamene dobe ter bojevniki na konjih iz poznejšega časa (morda bronasta doba). Najdišče Bhimbetka ima najstarejšo znano skalno umetnost v Indiji in je tudi eden največjih prazgodovinskih kompleksov.

## Lokacija
Skalna zavetišča Bhimbetka so 45 kilometrov jugovzhodno od Bhopala in 9 km od mesta Obedulagandž v okrožju Raisen v Madja Pradeš na južnem robu pogorja Vindhya. Južno od teh skalnih zavetij so zaporedna območja hribovja Satpura. So znotraj zavetišča za divje živali Ratapani, vgrajenega v skale iz peščenjaka. Mesto sestavlja sedem hribov: Vinayaka, Bhonravali, Bhimbetka, Lakha Džuar (vzhod in zahod), Džhondra in Muni Babaki Pahari.

## Etimologija
Bhimbetka, ki pomeni Bhimino počivališče ali Bhimin salon, je sestavljena beseda iz Bhima (drugi brat med petimi Pandavami iz Mahabharate) in Baithaka (sedež ali bivalni prostor). Po domačem verovanju je Bhima med svojim izgnanstvom tukaj počival, da komuniciral z domačini.

## Zgodovina
W. Kincaid, uradnik iz obdobja Britanske Indije, je Bhimbetko prvič omenil v znanstvenem članku leta 1888. Zanašal se je na informacije, ki jih je zbral od lokalnih adivasijev (heterogenih plemenskih skupin) okoli jezera Bhojpur na tem območju, in Bhimbetko omenil kot budistično mesto. Prvi arheolog, ki je obiskal nekaj jam in odkril njihov prazgodovinski pomen, je bil V. S. Wakankar, ki je videl te skalne formacije in mislil, da so podobne tistim, ki jih je videl v Španiji in Franciji. Obiskal je območje z ekipo arheologov in leta 1957 poročal o več prazgodovinskih kamnitih zatočiščih.
Šele v 1970-ih so odkrili in poročali o obsegu in pravem pomenu skalnih zatočišč Bhimbetka. Od takrat je bilo identificiranih več kot 750 skalnih zatočišč. Skupina Bhimbetka jih vsebuje 243, medtem ko ima skupina Lakha Džuar v bližini 178 zavetišč. Po navedbah Arheološkega zavoda Indije dokazi kažejo, da je bila človeška naselbina v teh jamah neprekinjena od kamene dobe prek poznega Acheulija do poznega mezolitika do 2. stoletja pred našim štetjem. Te informacije temeljijo na ugotovitvah iz izkopavanj mesta, izkopanih artefaktih in blagu, pigmentih, ki so prisotni v usedlinah, kot tudi skalnih slikah.
Mesto vsebuje najstarejše kamnite zidove in tlake na svetu.
Izvor surovin, uporabljenih v nekaterih monolitih, odkritih v Bhimbetki, sega v Barkhedo.
Območje, ki obsega 1892 hektarjev, je bilo razglašeno za zaščiteno po indijski zakonodaji in je leta 1990 prešlo pod upravljanje Indijskega Arheološkega zavoda. Unesco ga je leta 2003 razglasil za svetovno dediščino.

## Jama Avditorij
Med številnimi zavetišči je jama Avditorij ena od pomembnih znamenitosti tega najdišča. Obkrožena s kvarcitnimi stolpi, ki so vidni z razdalje več kilometrov, je skala Auditorium največje zavetje v Bhimbetki. Robert G. Bednarik opisuje to prazgodovinsko jamo kot eno z vzdušjem »katedrale«, z »njegovimi gotskimi oboki in visokimi prostori«. Tloris je podoben »pravokotnemu križu«, katerega štiri veje so poravnane v štirih smereh sveta. Glavni vhod je usmerjen proti vzhodu. Na koncu tega vzhodnega rova, pri vhodu v jamo, je balvan s skoraj navpično ploščo, ki je značilna in je vidna od daleč in iz vseh smeri. V arheološki literaturi je bil ta balvan poimenovan kot Poglavarska skala ali Kraljeva skala, čeprav ni dokazov o kakršnih koli ritualih ali njegovi vlogi kot taki. Balvan z jamo Avditorij je osrednja značilnost Bhimbetke, sredi njenih 754 oštevilčenih zaklonišč, ki se razprostirajo na nekaj kilometrih na obeh straneh, in skoraj 500 lokacij, kjer je mogoče najti skalne slike, navaja Bednarik.

## Skalna umetnost in poslikave
Skalna zavetišča in jame Bhimbetke imajo veliko poslikav. Nekatere najstarejše slike so datirane v leto 10.000 pr. n. št., nekatere geometrijske figure pa segajo tudi v srednjeveško obdobje. V. S. Wakankar je risbe in slike razvrstil v sedem različnih obdobij in najzgodnejše poslikave, ki so pripadale zgornjemu paleolitiku, datira že pred 40.000 leti. Uporabljene barve so rastlinske barve, ki so se obdržale skozi čas, ker so bile risbe običajno narejene globoko v niši ali na notranjih stenah.
Obdobje I – (zgornji paleolitik): To so linearne predstavitve ljudi, ki plešejo in lovijo v zeleni barvi.
Obdobje II – (mezolitik): sorazmerno majhne stilizirane figure v tej skupini kažejo linearne okraske na telesu. Poleg živali so tu še človeške figure in prizori lova, ki dajejo jasno sliko orožja, ki so ga uporabljali: bodeče sulice, koničaste palice, loki in puščice. Nekatere prizore razlagajo kot prikaz plemenske vojne med tremi plemeni, ki jih simbolizirajo njihovi živalski totemi. Upodobitve skupnih plesov, ptic, glasbil, mater in otrok, nosečnic, moških, ki nosijo mrtve živali, pitja in pokopov se pojavljajo v ritmičnem gibanju.
Obdobje III – (bakrena doba) Podobno kot poslikave iz mezolitika tudi te risbe razkrivajo, da so bili v tem obdobju jamski prebivalci tega območja v stiku s kmetijskimi skupnostmi ravnic Malva in so z njimi izmenjevali blago.
Obdobje IV in V – (zgodnja zgodovina): figure te skupine imajo shematičen in dekorativni slog ter so naslikane predvsem v rdeči, beli in rumeni barvi. Asociacija je na jezdece, upodobitev verskih simbolov, tunikastih oblek in obstoj pisav različnih obdobij. Verska prepričanja so predstavljena s figurami džakš, drevesnih bogov in čarobnih nebesnih kočij.
Obdobje VI in VII – (srednji vek): Te slike so geometrijsko linearne in bolj shematične, vendar kažejo degeneracijo in surovost v svojem umetniškem slogu. Barve, ki so jih uporabljali jamski prebivalci, so bile pripravljene s kombinacijo črnih manganovih oksidov, rdečega hematita in oglja.
Ena skala, popularno imenovana Zoo Rock, prikazuje slone, barasinghe (močvirske jelene), bizone in jelene. Slike na drugi skali prikazujejo pava, kačo, jelena in sonce. Na drugi skali sta naslikana dva slona z okli. Tudi lovski prizori z lovci z loki, puščicami, meči in ščiti najdejo svoje mesto v skupnosti teh prazgodovinskih poslikav. V eni od jam je bizon prikazan v zasledovanju lovca, medtem ko se zdi, da njegova dva tovariša nemočno stojita v bližini; v drugi je videti nekaj konjenikov, skupaj z lokostrelci. Na eni sliki je prikazano veliko divje govedo (morda gaur ali bizon).
Yashodhar Mathpal je izvedel zelo natančno študijo različnih živali, upodobljenih v teh skalnih zavetiščih. Med divjimi živalmi in udomačenim psom je prepoznal medveda šobarja, volka, hijeno, nosoroga, divje govedo, jelena, antilope, zajca, opice, mravljinčarja, podgane, ribe, želvo, pava, nekaj ptic brez podrobnosti. Jelen in antilopa sta med najštevilčnejšimi upodobljenimi divjimi živalmi. Na slikah so skupine lovcev; ena taka skupina je upodobljena, kako beži pred nosorogom. Druge skupine se ukvarjajo z lovom na jelene, antilope in drug plen. Sulica ter lok in puščica so glavna lovska orožja; ribe in želve se ujamejo v mrežo, podgane pa izženejo iz rovov, da jih ujamejo. Slike so večinoma razvrščene v dve skupini, ena je upodobitev lovcev in nabiralcev hrane, druga pa upodobitve borcev, ki jezdijo na konjih in slona, ki nosi kovinsko orožje. Prva skupina slik je iz prazgodovine, druga pa iz zgodovine. Večina slik iz zgodovinskega obdobja prikazuje bitke med vladarji z meči, sulicami, loki in puščicami.
Arheolog V. S. Wakankar je sliko moškega, ki drži trizobu podobno palico in pleše, v enem od pustih skalnih zaklonišč poimenoval Nataraja. Ocenjuje se, da so poslikave v vsaj 100 skalnih zakloniščih morda izginile.
- Mezolitske plesalke
- Človek, ki ga napade rogato govedo
- Ljudje lovijo živali
- Ljudje jahajo konje in držijo orožje
- Človek jaha slona
- Erodirana slika v jamah, ki prikazuje moškega, ki pleše in drži trizobu podobno palicoErodirana slika v jamah, ki prikazuje moškega, ki pleše in drži trizobu podobno palico

## Fosili dikinsonije
Iz Bhimbetke so poročali o fosilih Dickinsonia tenuis, zgodnje živali iz ediakaranskega obdobja; rekli so, da so enaki fosilom D. tenuis iz Ediacara Member Ediacara Hills v Južni Avstraliji. Iz tega je bilo narejenih več paleogeografskih zaključkov, kot na primer nastanek GondvanawGondvane pred 550 milijoni let.  Vendar pa je kasnejša preiskava pokazala, da je bil domnevni fosilni material preprosto razpadli ostanki čebeljega panja.

## Podobna najdišča v Indiji
Druga mezolitska najdišča z jamsko umetnostjo, orodji, slikami itd. so jame Anangpur (Faridabad) in jame Mangar Bani (Gurugram) v Delhiju NCR ter jame Pahargarh (Morena) v Madja Pradeš.